# Nikifor Alekseevič Begičev
Nikifor Alekseevič Begičev, in russo Никифор Алексеевич Бегичев? (Carev, 7 o 19 febbraio 1874 – Pjasina, 18 maggio 1927), è stato un navigatore ed esploratore russo.
Ha ricevuto per due volte la medaglia d'oro dell'Accademia russa delle scienze.

## Biografia
Nato nel villaggio di Carev (Царев) nel governatorato di Astrachan' (l'odierno Leninskij rajon) proveniva da una famiglia di pescatori del Volga. Arruolato in Marina nel 1895 per svolgere il servizio militare, aveva navigato nell'oceano Atlantico, tra il 1897 e il 1900, percorrendo per tre volte la tratta da Kronštadt alle Antille. Era nostromo sulla scuna Zarja nella spedizione polare russa del 1900-1902 del barone von Toll diretta a nord delle isole della Nuova Siberia. Facevano parte della sfortunata spedizione, conclusasi con la morte di Toll, Fëdor Andreevič Matisen, Nikolaj Nikolaevič Kolomejcev, Aleksandr Vasil'evič Kolčak, Stepan Innokent'evič Rastorguev e Michail Ivanovič Brusnev. Begičev aveva partecipato poi alla successiva spedizione del 1903 organizzata da Kolčak alla ricerca del gruppo di Toll disperso al largo dell'isola di Bennett e in quell'occasione aveva salvato la vita del suo comandante caduto in mare fra i ghiacci.
Nel 1904 a Tsingtao, sul cacciatorpediniere Besšumnyj, 
aveva partecipato alla difesa di Port Arthur e i suoi meriti gli avevano valso la Croce di San Giorgio. Dopo la guerra era tornato a Carev, ma nell'estate del 1906 era andato a vivere a nord, nella zona del corso inferiore del fiume Enisej. Si era dedicato al commercio di pellicce ed aveva esplorato la penisola del Tajmyr. Nel 1908, alla foce dei fiumi Chatanga e Anabar che sfociano nel mare di Laptev, aveva esplorato due isole, che più tardi avrebbero preso il suo nome: Bol'šoj e Malyj Begičev. 

Il viaggio della Zarja (in rosso), il percorso di Toll sui ghiacci (viola) e la spedizione di salvataggio di Kolčak (verde).

Nel 1915 condusse l'operazione di salvataggio di parte dell'equipaggio della esplorazione idrografica russa di Boris Vil'kickij sulle rompighiaggio Tajmyr e Vaigač che si erano rifugiati a bordo dell'Eklips di Otto Sverdrup, inviato a sua volta alla ricerca di due spedizioni artiche mancanti: quella del capitano Georgij Brusilov sul Sant'Anna e quella di Vladimir Rusanov sul Gerkules. Begičev raggiunse l'Eklips con una carovana di 650 renne, consegnando rifornimenti e carburante e si occupò di portare gli uomini verso sud.
Nel 1916 si era stabilito a Dudinka. Nel 1921, aveva partecipato alla spedizione sovietico-norvegese alla penisola del Tajmyr per cercare Peter Tessem e Paul Knutsen i due membri mancanti della spedizione di Roald Amundsen (sulla goletta Maud, 1918-1920) e aveva trovato i resti di uno di loro. Nel 1922, il geologo Nikolaj Urvancev avrebbe poi trovato dei resti alla foce della Zeledeeva (a ovest della Pjasina) e lo scheletro di uno di loro vicino all'isola di Dikson.
Nella primavera del 1926, Begičev si erano inoltrato nella tundra con un gruppo di cacciatori. Solo nell'estate del 1927 si seppe da alcuni di essi che avevano fatto ritorno che egli era morto di scorbuto durante lo svernamento alla foce della Pjasina. Nel 1964 gli fu eretto un monumento a Dikson.

## Luoghi che portano il suo nome
- Le isole Bol'šoj e Malyj Begičev nel golfo della Chatanga (mare di Laptev).
- Lago di Begičev, sul lato orientale della penisola del Tajmyr (75°46′00″N 113°34′00″E).
- La dorsale di Begičev (Гряда Бегичева), i monti che vanno dalla foce del fiume Pjasina a nord-est verso le sorgenti del fiume Tareja.
- Il promontorio di Begičev in Antartide.
- Le isolette di Begičev o Begičevskaja kosa (Бегичевская коса), una serie di isolette sabbiose (kosa in russo) nel gruppo delle Labirintovye, alla foce della Pjasina.